# Curtis Hamilton
Curtis Hamilton (* 4. Dezember 1991 in Tacoma, Washington) ist ein ehemaliger US-amerikanisch-kanadischer Eishockeyspieler, -trainer und derzeitiger -funktionär, der im Verlauf seiner aktiven Karriere zwischen 2007 und 2022 unter anderem über 220 Spiele in der American Hockey League (AHL) auf der Position des Flügelstürmers bestritten hat. Darüber hinaus absolvierte Hamilton eine Partie für die Edmonton Oilers in der National Hockey League (NHL).

## Karriere

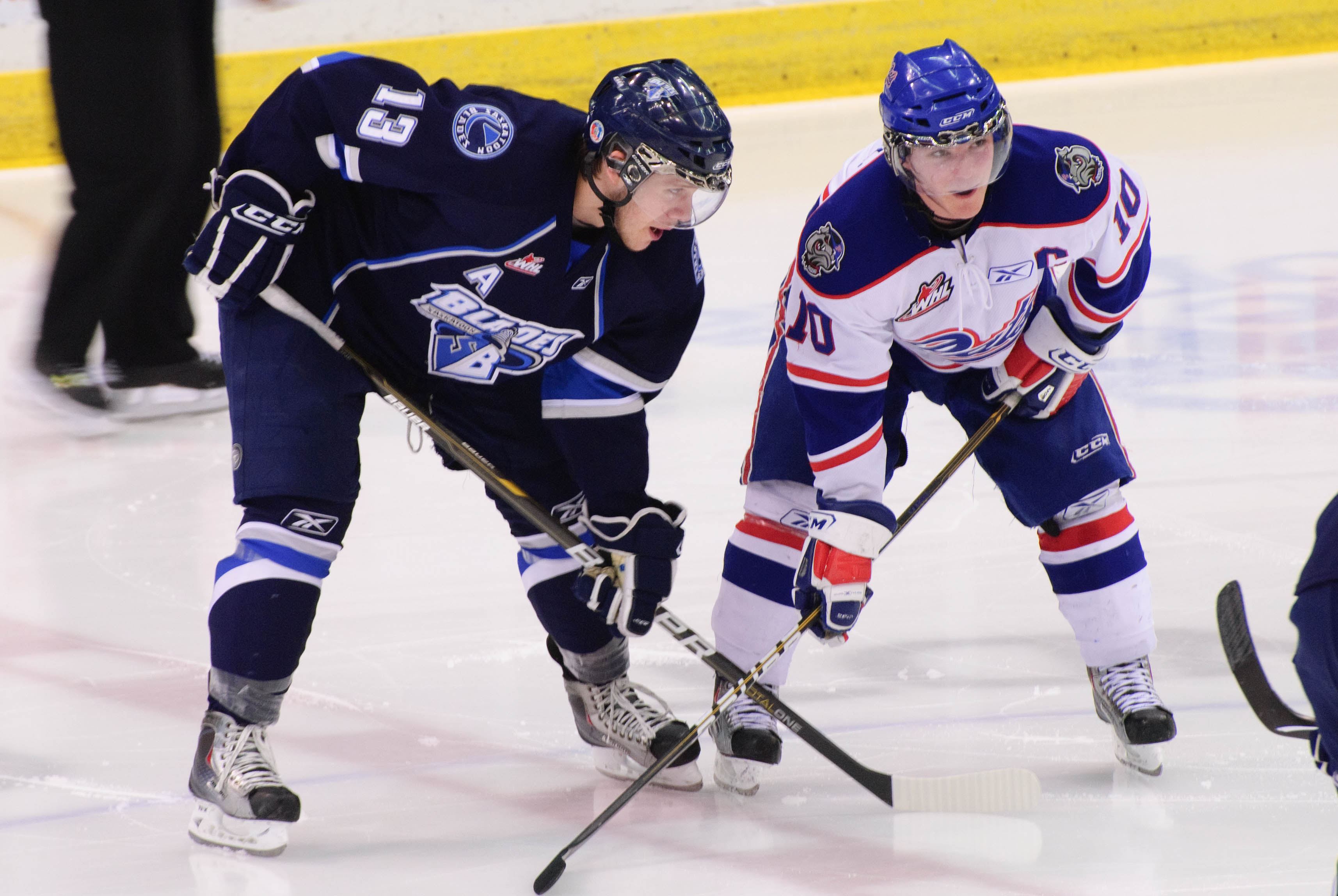
Hamilton (links) im Trikot der Saskatoon Blades (2011)

Curtis Hamilton, der sowohl die US-amerikanische als auch die kanadische Staatsbürgerschaft besitzt, begann in Kelowna bei den dortigen Junior Rockets seine Karriere. In der Saison 2006/07 spielte er für Okanagan Rockets in einer Jugendliga in der Provinz British Columbia und wurde beim Bantam Draft der Western Hockey League (WHL) von den Saskatoon Blades in der zweiten Runde als 36. Spieler gezogen. Die folgenden vier Jahre verbrachte er bei dem Team aus der Hauptstadt der Provinz Saskatchewan in der WHL. Beim NHL Entry Draft 2010 wurde er von den Edmonton Oilers aus der National Hockey League (NHL) in der zweiten Runde als insgesamt 48. Spieler gezogen.
Im Sommer 2011 wechselte der Stürmer in die Organisation der Oilers, wurde aber in den folgenden Jahren fast ausschließlich in deren Farmteam, den Oklahoma City Barons, in der American Hockey League (AHL) eingesetzt. Am 9. April 2015 absolvierte er sein einziges NHL-Spiel für die Edmonton Oilers. Als sein Vertrag nach der Saison ausgelaufen war, wechselte er nach Europa und schloss sich dem HC Sparta Prag aus der tschechischen Extraliga an, wo er bereits in seiner ersten Spielzeit die beste Plus/Minus-Bilanz der Hauptrunde der Liga erreichte und mit der Mannschaft Vizemeister wurde. Im Sommer 2016 verließ Hamilton den tschechischen Traditionsklub und wechselte zu SaiPa Lappeenranta in die finnische Liiga. Dort spielte er bis Mitte Februar 2017, ehe er an den Ligakonkurrenten TPS Turku ausgeliehen wurde. Danach blieb Hamilton bis zum Jahresanfang 2018 ohne Verein, bevor er von Tappara Tampere unter Vertrag genommen wurde. Die Spielzeit 2017/18 beendete er jedoch bei SaiPa Lappeenranta.
In der Saison 2018/19 spielte der Kanadier beim österreichischen Klub Graz 99ers in der Erste Bank Eishockey Liga (EBEL), verließ diese aber bereits nach einem Jahr wieder und schloss sich den Belfast Giants aus der britischen Elite Ice Hockey League (EIHL) an. Nachdem er die Spielzeit 2020/21 als Assistenztrainer bei den Kelowna Rockets in der WHL verbracht hatte, kehrte er im August 2021 in den Spielbetrieb zurück, als er einen Vertrag bei den Manchester Storm in der EIHL unterzeichnete. Nach der Saison 2021/22 beendete der 30-Jährige seine aktive Karriere. Im Sommer 2023 übernahm er einen Assistenzposten als General Manager bei den Kelowna Rockets.

### International
Curtis Hamilton vertrat Kanada erstmals bei der U18-Junioren-Weltmeisterschaft 2008, bei der die Kanadier den vierten Platz belegten. Ihm gelangen dabei in sechs Partien ein Tor und vier Vorlagen. Bei der U20-Junioren-Weltmeisterschaft 2011 gewann er mit seiner Mannschaft nach einer Finalniederlage gegen Russland die Silbermedaille.
In der A-Nationalmannschaft kam Hamilton im Rahmen des Deutschland Cup 2016 zu Einsätzen.

## Erfolge und Auszeichnungen
- 2016 Beste Plus/Minus-Bilanz der Extraliga-Hauptrunde
- 2016 Tschechischer Vizemeister mit dem HC Sparta Prag
- 2017 Spengler-Cup-Gewinn mit dem Team Canada

### International
- 2011 Silbermedaille bei der U20-Junioren-Weltmeisterschaft

## Karrierestatistik

### International
Vertrat Kanada bei:
- U18-Junioren-Weltmeisterschaft 2009
- U20-Junioren-Weltmeisterschaft 2011

(Legende zur Spielerstatistik: Sp oder GP = absolvierte Spiele; T oder G = erzielte Tore; V oder A = erzielte Assists; Pkt oder Pts = erzielte Scorerpunkte; SM oder PIM = erhaltene Strafminuten; +/− = Plus/Minus-Bilanz; PP = erzielte Überzahltore; SH = erzielte Unterzahltore; GW = erzielte Siegtore; 1 Play-downs/Relegation; Kursiv: Statistik nicht vollständig)